# Портрет Павла Андреевича Филисова
«Портрет Павла Андреевича Филисова» — картина Джорджа Доу и его мастерской из Военной галереи Зимнего дворца.
Картина представляет собой погрудный портрет генерал-майора Павла Андреевича Филисова из состава Военной галереи Зимнего дворца.
К началу Отечественной войны 1812 года генерал-майор Филисов был шефом Полоцкого пехотного полка и командовал 2-й бригадой 11-й пехотной дивизии. После Смоленского сражения находился в арьергарде и прикрывал отступление главных сил русской армии, при отражении атак французской кавалерии был тяжело ранен и более в военных действиях против Наполеона не участвовал.
Изображён в генеральском мундире, введённом для пехотных генералов 7 мая 1817 года. Слева на груди звезда ордена Св. Анны 1-й степени; на шее кресты орденов Св. Владимира 3-й степени и Св. Анны 2-й степени (изображен ошибочно, поскольку при наличии старших степеней ордена младшие положено было снимать); по борту мундира крест прусского ордена Св. Иоанна Иерусалимского; справа на груди крест прусского ордена Красного орла 3-й степени (неверно изображён вместо ордена Св. Георгия 4-го класса, которым Филисов был награждён ещё в 1807 году), серебряная медаль «В память Отечественной войны 1812 года» на Андреевской ленте и шитая звезда ордена Св. Иоанна Иерусалимского. С тыльной стороны картины надпись: Philisoff. Подпись на раме с ошибкой в фамилии: П. А. Фелисовъ, Генералъ Маiоръ.
7 августа 1820 года Филисов был включён в список «генералов, заслуживающих быть написанными в галерею» и 4 марта 1822 года император Александр I приказал написать его портрет. Поскольку Филисов скончался в начале 1821 года, то были предприняты меры по розыску его портрета для снятия копии. 12 октября 1822 года в Инспекторский департамент Военного министерства было направлено письмо за подписью Ярославского гражданского губернатора действительного статского советника А. М. Безобразова, в котором говорилось следующее: «Препровождая у сего означенный портрет генерал-майора Филисова в миниатюре, доставленный ко мне от супруги его генерал-майорши Филисовой»; эта миниатюра и послужила Доу в качестве прототипа для написания галерейного портрета. Аванс Доу был выплачен 25 апреля 1823 года и 15 января 1828 года он получил оставшуюся часть гонорара. Готовый портрет был принят в Эрмитаж 21 января 1828 года. Поскольку предыдущая сдача готовых портретов в Эрмитаж произошла 8 июля 1827 года, то портрет Филисова можно считать написанным между двумя последними датами. Местонахождение миниатюры-прототипа современным исследователям неизвестно.
Хранитель британской живописи в Эрмитаже Е. П. Ренне выдвинула версию о том, что Доу в работе мог воспользоваться портретом Филисова работы неизвестного художника, в настоящее время хранящимся в музее-панораме «Бородинская битва». Однако в собрании Бородинской панорамы портрета П. А. Филисова не обнаружено, там есть портрет А. П. Филисова, датируемый 1820—1835 годами (холст, масло, 67 × 54 см, инвентарный № Ж-21). Портретируемый имеет лишь небольшое внешнее сходство с П. А. Филисовым и изображён в статском платье и лишь с двумя медалями. В музее считается, что это портрет дворянина Ярославской губернии Александра Прокофьевича Филисова.
В 1840-е годы в мастерской К. Края по рисунку И. А. Клюквина с портрета была сделана литография, опубликованная в книге «Император Александр I и его сподвижники» и впоследствии неоднократно репродуцированная. В части тиража была напечатана другая, неподписанная, литография с галерейного портрета, отличающаяся мелкими деталями и без указания мастерской.